# شنغهاي للماسترز
شنغهاي للماسترز (بالإنجليزية: Shanghai Masters)‏ هي بطولة كرة مضرب للرجال المحترفين تقام سنوياً في بداية شهر أكتوبر على الملاعب الصلبة في مدينة شنغهاي في الصين. أصبحت عام 2009 إحدى بطولات الماسترز بدلا من بطولة هامبورغ، وهي ثامن بطولات رابطة محترفي كرة المضرب وهي البطولة الوحيدة للماسترز خارج قارتي أوروبا وأمريكا الشمالية.

## الجوائز المالية ونقاط التصنيف
يبلغ مجموع قيم جوائزها المالية 5250000$ ما بين منافسات الفردي والزوجي ويتم تقسيمها على النحو الآتي في منافسات الفردي:
الفائز: يحصل الفائز على 620000$ و 1000 نقطة.
المركز الثاني: يحصل الخاسر في المباراة النهائية على 304000$ و 600 نقطة.
الخاسر في النصف النهائي يحصل على 153000$ و 360 نقطة تصنيف.
الخاسر فر الربع النهائي يحصل على 77800$ و 180 نقطة تصنيف.
الخاسر في الدور الثالث يحصل على 40400$ و 90 نقطة تصنيف.
الخاسر في الدور الثاني يحصل على 21300$ و 45 نقطة تصنيف.
الخاسر في الدور الأول يحصل على 11500$ و 10 نقاط تصنيف.

## نتائج البطولات

### الفردي

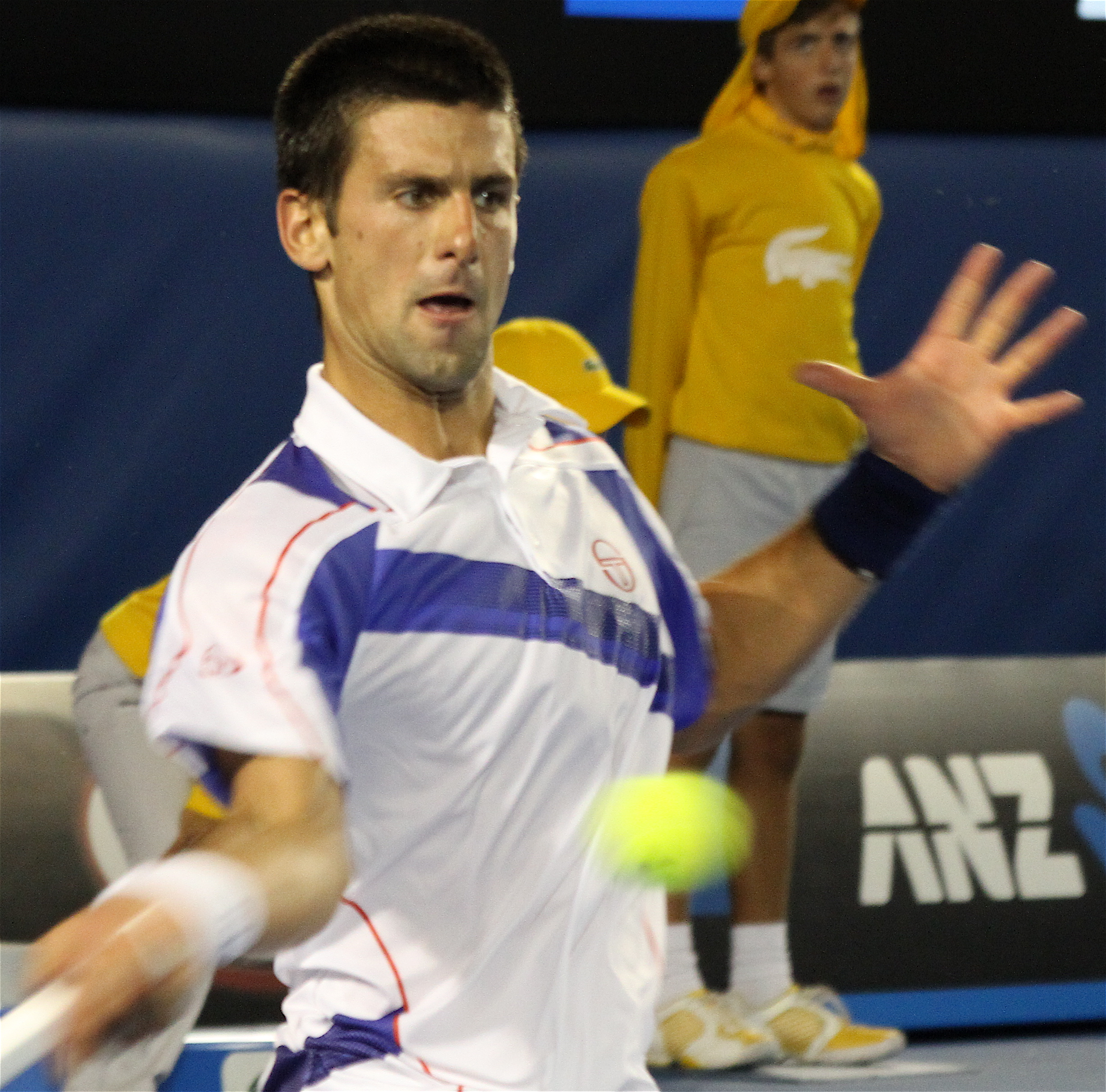
نوفاك دجوكوفيتش (2010–11) صاحب ثلاثة ألقاب في فردي الرجال

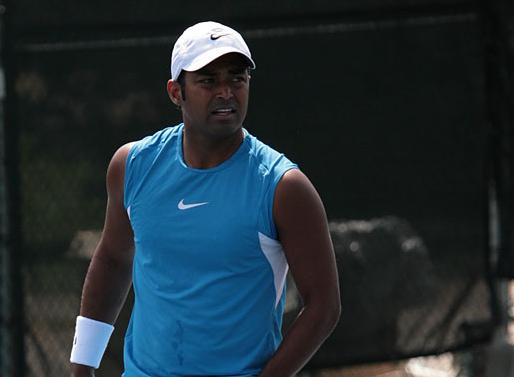
ليندر بايس (2010, 2012) الوحيد الفائز مرتين بمسابقة الزوجي

| السنة | البطل             | الوصيف               | النتيجة              |
| ----- | ----------------- | -------------------- | -------------------- |
| 2017  | روجر فيدرير       | رافاييل نادال        | 6–4, 6–3             |
| 2016  | أندي موراي        | روبرتو باوتيستا أغوت | 7–6, 6–1             |
| 2015  | نوفاك دجوكوفيتش   | جو ويلفرد تسونجا     | 6–2, 6–4             |
| 2014  | روجر فيدرير       | جيل سيمون            | 7–6(8–6), 7–6(7–2)   |
| 2013  | نوفاك دجوكوفيتش   | خوان مارتن ديل بوترو | 6-1, 3-6, 7-6(7–3)   |
| 2012  | نوفاك دجوكوفيتش   | أندي موراي           | 5–7, 7–6(13–11), 6–3 |
| 2011  | أندي موراي        | دافيد فيرير          | 7–5, 6–4             |
| 2010  | أندي موراي        | روجر فيدرير          | 6–3, 6–2             |
| 2009  | نيكولاي دافيدينكو | رافاييل نادال        | 7–6(7–3), 6–3        |

### الزوجي
| السنة | الأبطال                       | الوصيف                            | النتيجة                    |
| ----- | ----------------------------- | --------------------------------- | -------------------------- |
| 2015  | مارسيلو ميلو رافين كلاسين     | سيموني بوليلي فابيو فونيني        | 6–3، 6–3                   |
| 2014  | بوب براين مايك براين          | جوليان بنيتو إدوارد روجيه فازلين  | 6–3, 7–6(7–3)              |
| 2013  | إيفان دوديج مارسيلو ميلو      | ديفيد ماريرو فرناندو فيرداسكو     | 7–6(7–2), 6–7(6–8), [10–2] |
| 2012  | ليندر بايس راديك ستيبانيك     | ماهيش بوباثي روهان بوبانا         | 6–7(7–9), 6–3, [10–5]      |
| 2011  | ماكس ميرني دانييل نيستور      | ميشيل لودرا نيناد زيمونيتش        | 3-6, 6-1, [12–10]          |
| 2010  | يورجن ميلتسر ليندر بايس       | ماريوس فيستينبرغ مارسين ماتكوفسكي | 7–5, 4–6, [10–5]           |
| 2009  | جوليان بنيتو جو ويلفرد تسونجا | ماريوس فيستينبرغ مارسين ماتكوفسكي | 6–2, 6–4                   |

## اقرأ أيضا
- كرة المضرب
- دورات الماسترز

## روابط خارجية
- شنغهاي للماسترز على موقع رابطة محترفي التنس (الإنجليزية)
- شنغهاي للماسترز على موقع رابطة محترفي التنس (الإنجليزية)